# Nelly van Doesburg

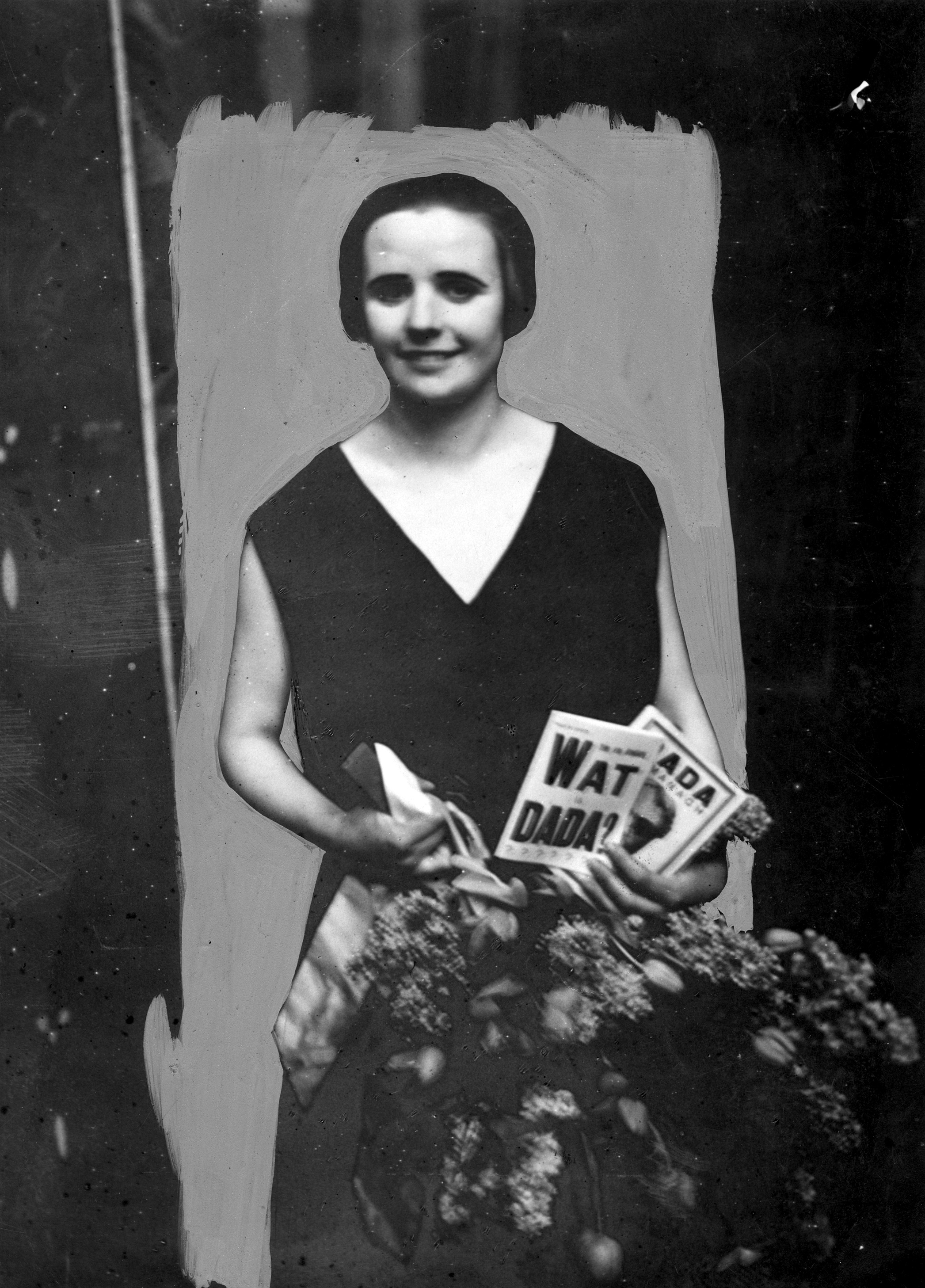
Nelly van Doesburg

Petronella Johanna Nelly van Doesburg-van Moorsel (* 27. Juli 1899 in Den Haag; † 1. Oktober 1975 in Meudon, Frankreich) war eine niederländische Pianistin und bildende Künstlerin. Sie nutzte die Pseudonyme Pétro van Doesburg als Pianistin, Cupera als Malerin und Sonia Pétrowska als Tänzerin.

## Leben

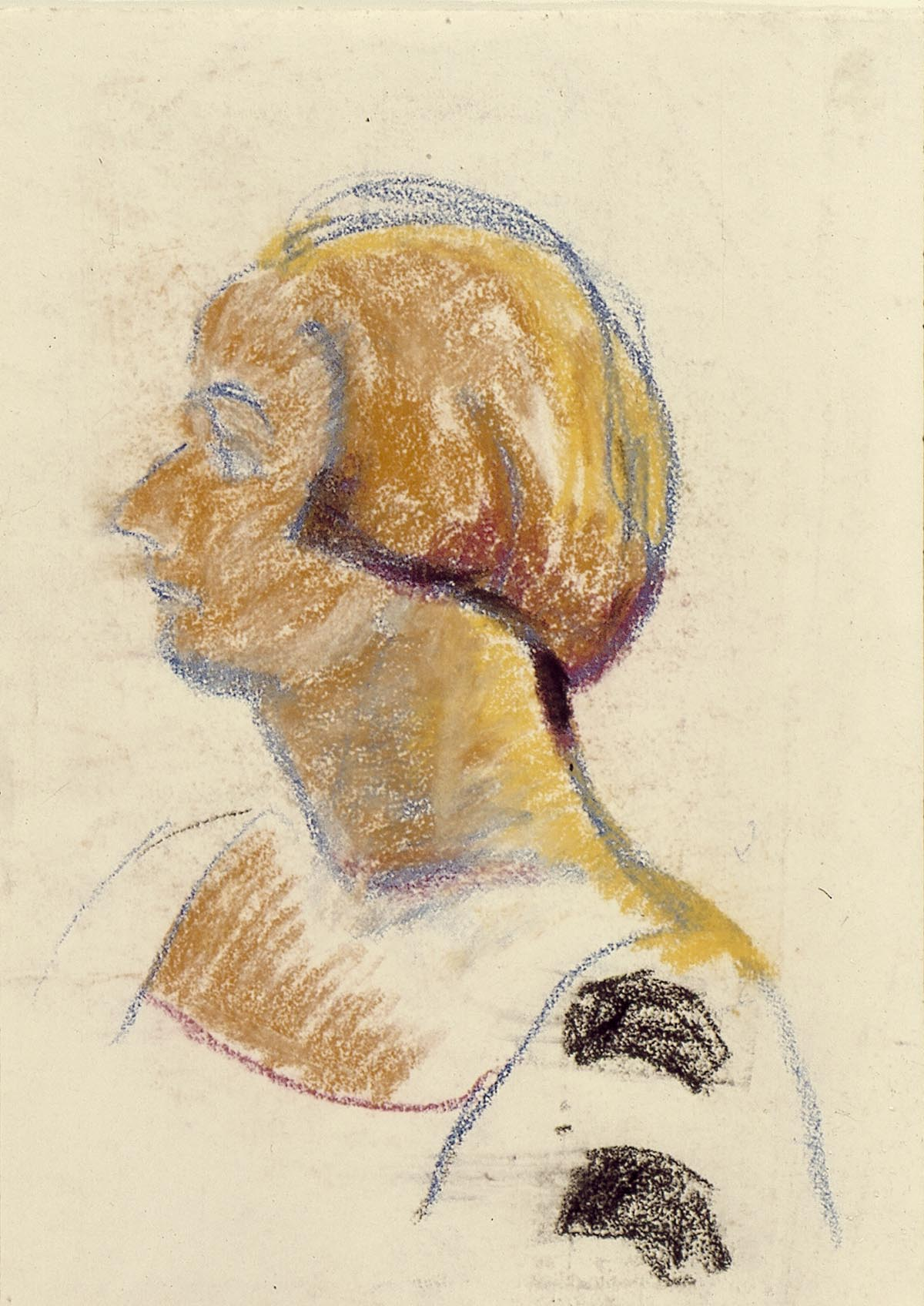
Nelly van Doesburg, Porträt von Theo van Doesburg, etwa 1922

Nelly van Moorsel wurde am 27. Juli 1899 in Den Haag geboren. Sie war die Tochter des Besitzers eines Möbelgeschäfts Petrus Bartholomeus van Moorsel (1863–1924) und Helena Maria Buch (1861–1939). Ihre Familie war eine wohlhabende römisch-katholische Familie und sie war das fünfte von sechs Kindern. Sie wohnte in einer großzügigen Villa am Violenweg. Früh spielte Nelly van Moorsel Klavier und als sie 14 Jahre alt war, besuchte sie bereits das Den Haager Konservatorium. Dort hatte sie unter anderem Unterricht bei dem Komponisten Willem Andriessen. 1917 erlangte sie ihr Lehrdiplom und begann ein Jahr später als Klavierlehrerin. In diesem Jahr gab sie ihre ersten Solokonzerte dabei spielte sie zumeist Stücke von Johannes Brahms und Frédéric Chopin.

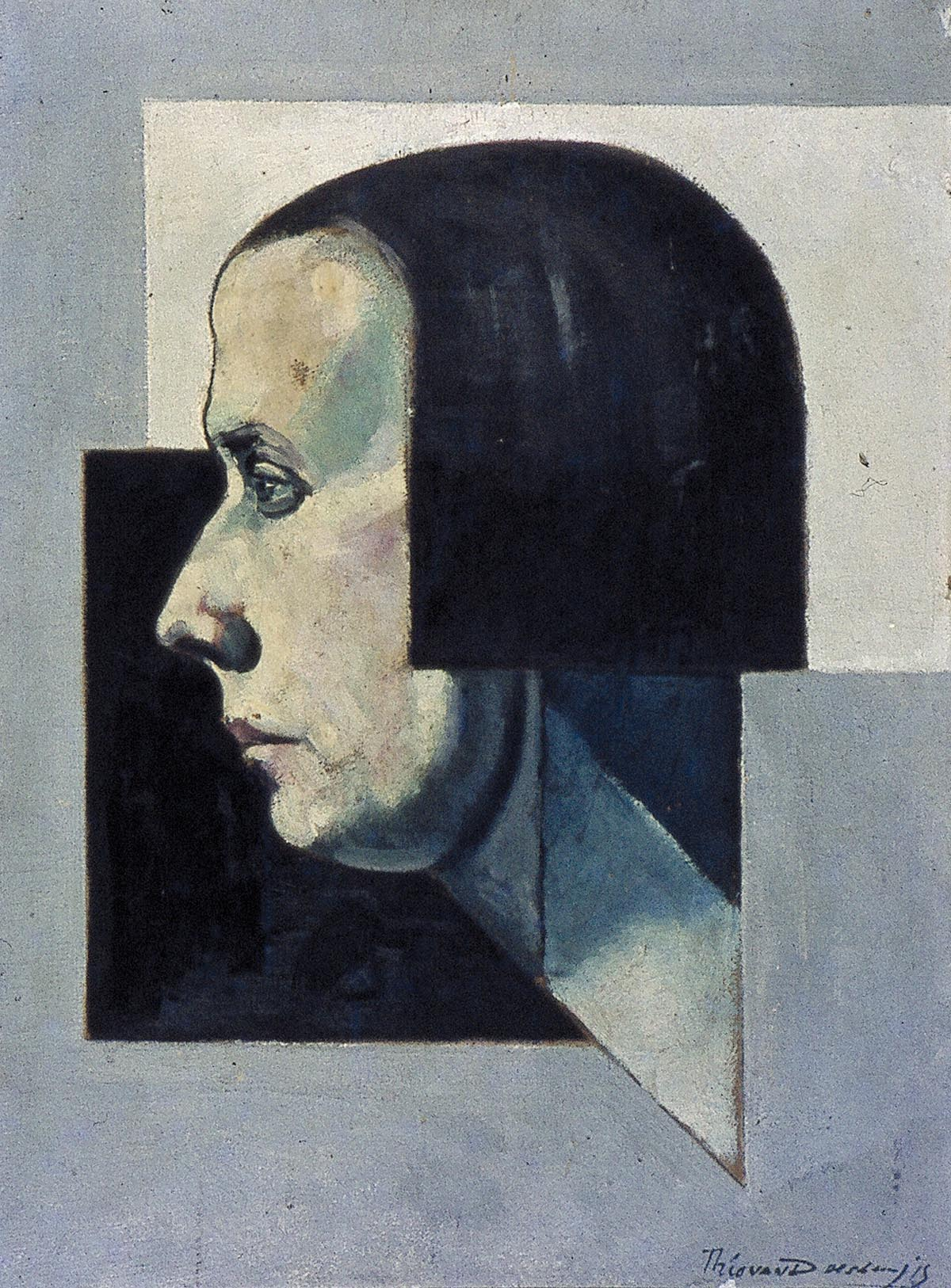
Nelly van Doesburg, Porträt von Theo van Doesburg, etwa 1922

Am 10. Juli 1920 besuchte sie mit ihrem Bruder Kees, der von Beruf Architekt war, einen Vortrag des Mitgründers der Gruppe De Stijl, Theo van Doesburg im Haagse Kunstkring. Theo van Doesburg war Künstler und Architekt und sein bürgerlicher Name war Christian Emil Marie Küpper (1883–1931). Er war 16 Jahre älter als Van Moorsel und bereits verheiratet. Er nahm sie mit auf Ausstellungen und empfahl ihr Musik moderner Komponisten wie Arnold Schönberg und Erik Satie. Durch seinen Einfluss begann sie sich „moderner“ zu kleiden. Ihre Eltern lehnten die Verbindung zu Van Doesburg ab und stellten ihr Weihnachten 1920 ein Ultimatum. Sie solle sich zwischen ihrer Familie und Van Doesburg entscheiden. Nelly van Moorsel reiste ab und ging nach Leiden, dort mietete Van Doesburg ihr ein Zimmer.

### Reisen
Nelly van Moorsel und Theo van Doesburg brachen im März 1921 zu einer Reise durch europäische Städte auf. Dort besuchten sie Künstler wie Piet Mondrian, den Futuristen Filippo Tommaso Marinetti oder den Dadaisten Tristan Tzara. In Weimar versuchte Van Doesburg vergeblich einen Termin am Bauhaus zu bekommen. Van Moorsel studierte dort Klavier, gab Klavierunterricht und vertiefte sich weiter in die moderne Musik. Ihr Klavierspiel entwickelte sich von der Klassik zur Avantgarde. Sie spielte nun auch Stücke von Daniël Ruyneman und Jakob van Domselaer und versuchte Van Domselaers Einfluss der Stijlkunst mit festem Griff so mechanisch und objektiv wie möglich aufzuführen. Bei gemeinsamen Auftritten von Van Moorsel und Van Doesburg standen ihre Klavierabende stets im Dienste seiner Vorträge.
Mehrere Wochen verbrachte sie im Dezember 1921 allein in Wien. Dort lernte sie durch Alma Mahler-Werfel Avantgarde-Komponisten wie Egon Wellesz und Paul Pisk kennen. Ihre erste Dada-Auffrührung „Tanz mit Stuhl“ des Berliner Dadaisten Raoul Hausmann begleitete sie im Mai 1922 in Düsseldorf. Van Doesburg fand, wie andere Progressive, die Konferenz selbst viel zu konservativ. Vier Monate später trat sie als Pianistin unter dem Namen Pétro van Doesburg bei den berühmten Dada-Abenden in Weimar, Jena und Hannover auf. Beim allerersten Dada-Abend in Den Haag im Januar 1923 spielte Van Moorsel unter anderem den Hochzeitsmarsch für ein Krokodil des Italieners Vittorio Rieti. Ihr Spiel wurde ständig durch den dadaistischen Künstler Kurt Schwitters unterbrochen, der dabei kläffte und miaute. Es stand unter dem Motto „Jeder Ton ist Musik“. Ein Rezensent beschrieb Van Moorsels rhythmisches Spiel als „eine Katze, die wie verrückt auf den Klaviertasten hin- und herläuft“. Van Moorsel wurde in ihren Kreisen als „das unverzichtbare dadaistische Musikinstrument Europas“ gepriesen, was jedoch nicht zu einer unabhängigen musikalischen Karriere führte.
Nach Paris reiste sie mit Van Doesburg im Mai 1923. Dort nahm sie Klavierunterricht bei Alexander Borowski und Alfred Cortot und übte beim Komponisten Arthur Honegger. Sie trat bei Dada-Treffen auf und begann zu malen. Sie spielte, um sich etwas dazuzuverdienen, in einem Operettenorchester für Stummfilme und arbeitete unter dem Namen Sonia Pétrowska als Tänzerin in einem Theater in Montmartre. Am 24. November 1928 heirateten Nelly van Moorsel und der inzwischen geschiedene Theo van Doesburg in Paris. Für Nelly van Doesburg war inzwischen die Kunstvermittlung wichtiger als ihre Musik. Sie organisierte 1929 die Ausstellung „Expositions Sélectes d'Art Contemporain“ im Stedelijk Museum in Amsterdam und im Pulchri Studio in Den Haag. Drei eigene Gemälde zeigte sie dort unter dem Pseudonym „Cupera“. Es war eine Variation des offiziellen Nachnamens ihres Mannes „Küpper“.

### Meudon
Nelly und Theo van Doesburg hatten sich von dem Erbe, welches Nelly van Doesburg nach dem Tod ihres Vaters erhalten hatte, ein Atelierhaus in Meudon Val-Fleury in der Nähe von Paris gebaut. Dorthin zogen sie im Dezember 1929.
Theo van Doesburg starb im März 1931 in Davos in der Schweiz. Dorthin waren sie gereist, damit er sein Asthma kurieren konnte. Zu dem Zeitpunkt war Nelly van Doesburg 31 Jahre alt. Sie beschloss mit dem Musizieren und Malen aufzuhören und sich ganz der Förderung seines künstlerischen Erbes und der abstrakten Kunst zu widmen. Sie lebte in Meudon, reiste gelegentlich in die Niederlande. Dort arbeitete sie mit Willem Sandberg an Ausstellungen im Stedelijk Museum. 1936 fand eine über Van Doesburg statt und 1938 eine über abstrakte Kunst. Während des Zweiten Weltkriegs hielt sich Nelly van Doesburg in der Freien Zone in Frankreich auf. Während dieser Zeit hatte sie eine Liebesbeziehung mit dem afrikanischen Politiker Sourou-Migan Apithy, dem späteren Präsidenten von Dahomey, dem heutigen Benin. Zusammen mit ihrer Freundin Peggy Guggenheim organisierte sie 1947 in den Vereinigten Staaten mehrere Ausstellungen, die Theo van Doesburg gewidmet waren. Sie lebte zwei Jahre dort und arbeitete unter anderem am Katalog der Société Anonyme. In Harlem besuchte sie gerne Jazzclubs und sie war mit dem Jazzmusiker Thelonious Monk befreundet. Eine Liebesbeziehung hatte sie mit dem Architekten Ludwig Mies van der Rohe. Über ihr Liebesleben sagte sie einmal: „Wenn ich aus jeder Beziehung ein Kind hätte, hätte ich jetzt elf Kinder und von elf verschiedenen Nationalitäten“. In den späten 1950er Jahren kehrte Van Doesburg zum katholischen Glauben zurück.
Nelly van Doesburg lebte bis zu ihrem Tod in Meudon. Teilweise wohnte ihre Schwester Lou bei ihr. Sie starb am 1. Oktober 1975 nach langer Krebserkrankung in Meudon. Sie hinterließ ihre Sammlung und das Haus in Meudon ihrer Nichte Wies van Moorsel, die beides 1981 auf Wunsch von Nelly dem niederländischen Staat schenkte.